# Lubianka
Lubianca ou Lubyanka (em russo:  Лубянка, transl. Lubyanka) é a designação popular para a sede do KGB e prisão filiadas na Praça Lubianca em Moscou.
 
Trata-se de um grande edifício com uma fachada em tijolo amarelo, desenhado por Alexander Ivanov em 1897 e ampliado por Aleksey Shchusev de 1940 a 1947.

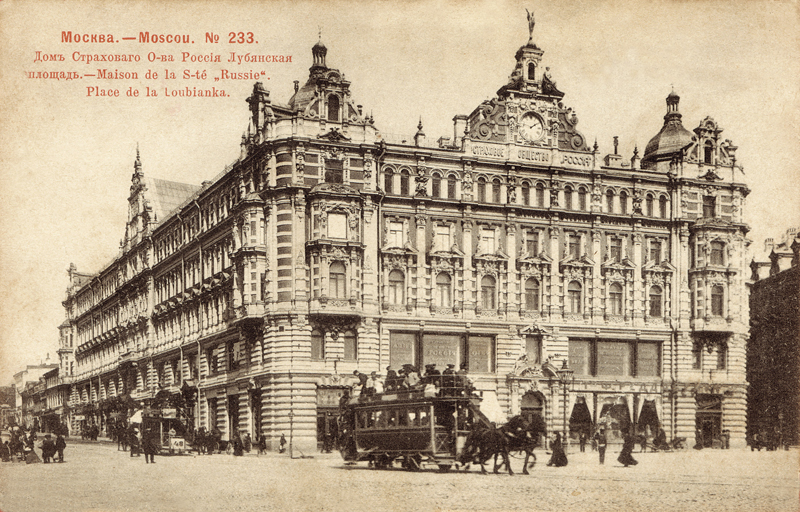
Edifício Lubianka antes de servir como sede do serviço secreto.

## Construção
A Lubianca foi originalmente construída em 1898 em estilo neo-barroco para ser sede da Companhia Russa de Seguros, conhecida pelo seu belo piso em parquê e paredes verde-pálido.
Entre 1940 e 1947, foi reformada por Aleksei Schusev, que planejou dobrar o tamanho mantendo a simetria do edifício, mas por conta da guerra e outros obstáculos, não ficou como esperado, pois realizou-se somente um aumento do lado esquerdo da fachada, até 1983, quando Iuri Andropov autorizou o reinício das obras, que deixaram o prédio em seu formato simétrico e aumentado, como planejado por Aleksei Schusev.

## Uso durante o Regime Soviético
Após a Revolução Bolchevique, a estrutura foi confiscada pelo governo para ser sede da polícia secreta, então conhecida como Tcheca. Algumas piadas se referem ao prédio como o edifício mais alto de Moscou, pois mesmo de seu porão é possível enxergar a Sibéria, ou referindo-se ao prédio como o mundo dos adultos, fazendo relação ao mundo das crianças, nome de uma popular loja de brinquedos que localiza-se ao lado do edifício.

## Prisioneiros famosos da Lubianka
Embora a polícia secreta soviética tenha mudado de nome várias vezes, manteve a sua sede neste edifício, os chefes dos serviços secretos, Lavrenty Beria e Iuri Andropov usaram o mesmo gabinete no terceiro andar.
A prisão, no piso térreo do edifício, aparece com destaque no estudo clássico de Alexander Soljenítsin sobre do estado policial soviético, chamado Arquipélago Gulag. Famosos presos detidos, torturados e interrogados incluem Sidney Reilly, Raoul Wallenberg, János Esterházy e Walter Ciszek.

## Rússia

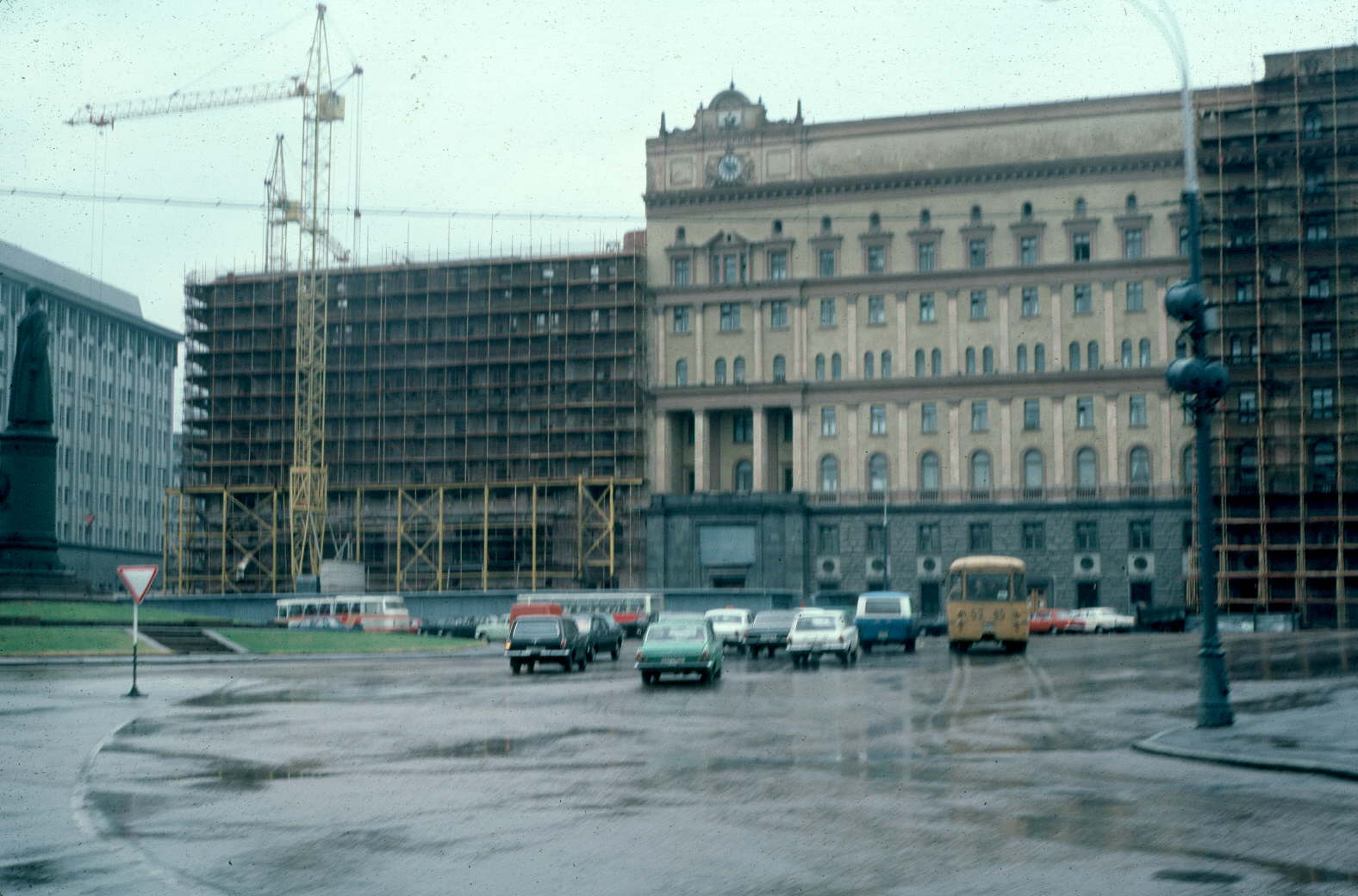
Reforma do edifício, em 1983.

Após a dissolução do KGB e a sua divisão entre o FSB e o SVR, o edifício Lubianka abriga a principal direção do Serviço de Segurança Federal (FSB) e sedia a prisão, que ainda segue ativa, o edifício também é sede do Serviço de Guarda de Fronteiras da Rússia.

Uma fração mínima do edifício também foi aberta ao público em forma de museu, chamado Sala de Demonstração Histórica do FSB da Rússia, mas mesmo assim, a entrada no edifício segue restrita ao público.

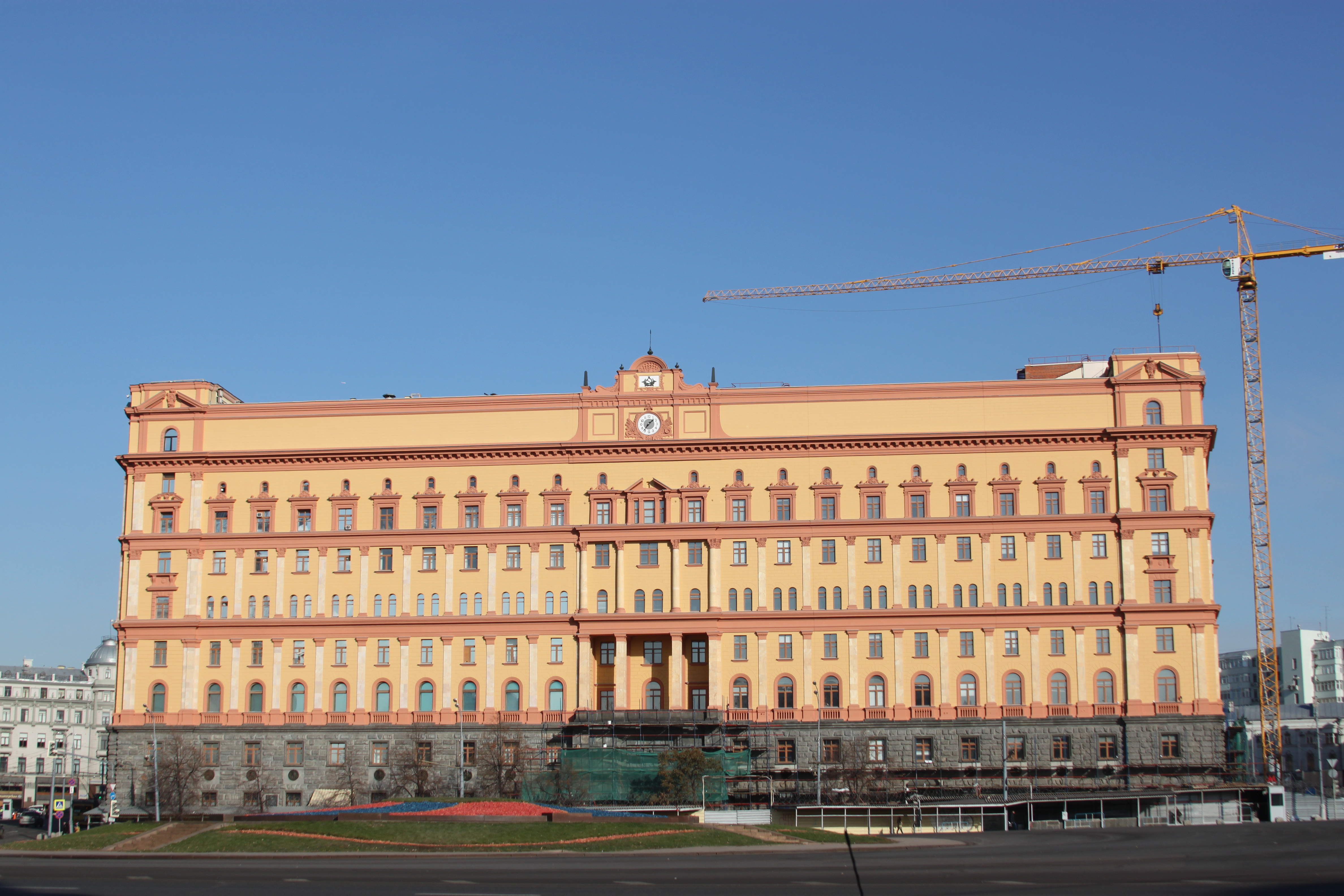
A Lubianca em 2014.

Em 1990, um monumento foi erguido em frente à Lubianka para homenagear as vítimas da repressão política, é chamada pedra de Solovetski.